# Mangalartha

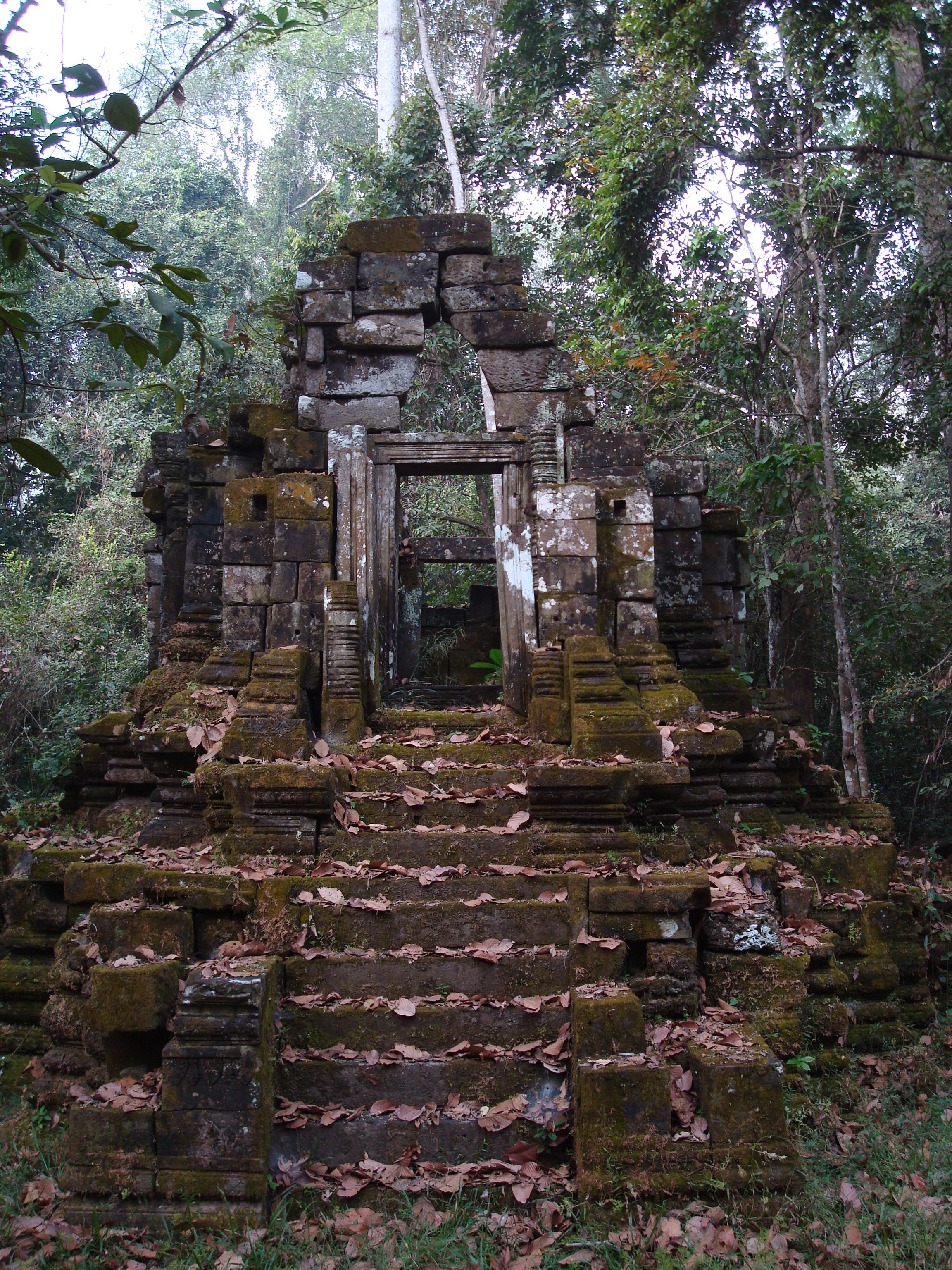
Mangalartha

Mangalartha war das letzte in Angkor begonnene Bauwerk. Es ist nur noch als Ruine erhalten und liegt in Angkor Thom südlich der zum Siegestor führenden Straße.
Mangalartha wurde im Jahr 1295 unter der Herrschaft Jayavarman VIII. im Bayon-Stil errichtet. Es besteht aus einem kleinen Heiligtum, welches auf einem breiten Fundament steht. Es ist dem Brahmanen und Gelehrten Jayamangalartha gewidmet. Um das Heiligtum verstreut liegen mehrere Giebelfelder, die unter anderem den ruhenden Vishnu und einen Mythos aus den Puranas darstellen. Nach dieser Überlieferung misst Vishnu in seiner fünften Inkarnation als kleinwüchsiger Vamana mittels drei Schritten alle drei Welten aus und überlistet so den dämonischen König Bali.
Der französische Architekt Henri Marchal, der im Auftrag der École française d’Extrême-Orient (EFEO) Angkor erforschte und die Bauwerke konservierte, befreite 1924 Mangalartha von der Vegetation und führte erste Konservierungsarbeiten durch.